# Грушинский, Рудольф
Рудольф Грушинский (чеш. Rudolf Hrušínský; 17 октября 1920, Нова Вчелнице — 14 апреля 1994, Прага) — известный чешский актёр. Народный артист Чехословакии (1988).

## Биография
Представитель династии знаменитых актёров. Родился буквально на сцене, в театре после спектакля, где его мать Гермина Червичкова выступала с танцевальным номером. Детство провёл в поездках по стране со своей артистической семьёй, позже обосновавшейся в Праге.
Учился в средней школе, которую не окончил, так как был исключён. Готовил себя к профессии адвоката, но в итоге стал актёром. Первым местом профессиональной работы стал театр «Урания» (1935). С этого же времени начал сниматься в кино. Первоначально это были роли студентов или молодых влюблённых.
В послевоенные годы пробовал себя в качестве режиссёра и сценариста, играл в различных городских пражских театрах. По приглашению Отомара Крейца с 1960 года актёр Национального театра.
Советскому зрителю известен по ролям Йозефа Швейка в чешском кинофильме 1957 года «Бравый солдат Швейк» и Йозефа Страшлипки в совместной ленте 1962 года «Большая дорога».
После подписания манифеста «2000 слов» в 1968 году попал в чёрный список. В 1976 году снялся в главной роли в фильме Франтишека Влачила «Дым картофельной ботвы». В следующем году снялся в фантастической комедии Ольдржиха Липского «Адела ещё не ужинала» (по некоторым данным, получил роль благодаря заступничеству давнего партнера по «Швейку» Милоша Копецкого). После возвращения в профессию успешно снимается в нескольких фильмах у режиссёра Иржи Менцеля. Со сменой государственного строя в 1989 году избирается в федеральное собрание Чехословацкой Республики (позднее ЧСФР) от Гражданского форума. Разочаровавшись, ушёл из политики, после двух лет общественной деятельности.

### Семья
- Женат с 1945 года.
- Двое сыновей — Рудольф (род. 1946) и Ян (род. 1955) — оба актёры.

## Избранная фильмография
- 1939 — Cesta do hlubin študákovy duše
- 1941 — Ночной мотылёк / Nocní motýl — Михаил Лари, студент
- 1941 — Турбина / Turbina — Богумил (Боня), сын Уллика
- 1954 — Представление состоится! / Cirkus bude! — Блага, сотрудник министерства земледелия
- 1954 — Ян Гус / Jan Hus — сын мэра
- 1955 — Ян Жижка / Jan Žižka
- 1956 — Бравый солдат Швейк / Dobrý voják Švejk — Йозеф Швейк
- 1956 — Против всех / Proti všem — Кршиштян из Прахатиц
- 1957 — Швейк на фронте / Poslušně hlásím — Йозеф Швейк
- 1958 — Школа отцов / Škola otců — пьяница Млхоч
- 1958 — Звезда едет на юг / Hvězda jede na jih — дирижёр джазового оркестра
- 1959 — Где чёрту не под силу / Kam cert nemuze — Вагнер
- 1960 — Высший принцип / Vyšší princip
- 1961 — Ночной гость / Noční host — Вальтер Хупперт, немецкий бизнесмен
- 1962 — Анечка идёт в школу / Anicka jde do skoly — отец Анечки
- 1961 — Барон Мюнхгаузен / Baron Prašil — турецкий султан
- 1962 — Большая дорога / Velká cesta — Йозеф Страшлипка / Йозеф Швейк
- 1966 — Убийца прячет лицо — Калас
- 1967 — Убийство по-чешски / Vražda po česku — Франтишек Покорны
- 1967 — Капризное лето / Rozmarné léto — Антонин
- 1968 — Сжигатель трупов / Spalovač mrtvol —  Карел Копфкингл
- 1969 — Жаворонки на нитке / Skřivánci na niti — управляющий
- 1970 — По следам крови / Po stopách krve — майор ВБ Калас
- 1971 — / Obavy komisare Maigreta  — комиссар Юлиан Майгрет
- 1972 — Оазис (фильм) / Oáza — капрал «Барон»
- 1976 — Дым картофельной ботвы / Dým bramborové natě — доктор Мелузин
- 1977 — Адела ещё не ужинала / Adéla ještě nevečeřela — комиссар Ледвина
- 1978 — Шаровая молния / Kulový blesk — доктор Радоста
- 1978 — Великолепные мужчины с кинокамерами / Báječní muži s klikou
- 1979 — Любовь между каплями дождя / Lásky mezi kapkami deště
- 1980 — В старые добрые времена / Postřižiny — доктор Грунторад
- 1981 — Pozor, vizita!
- 1981 — Тайна Карпатского замка / Tajemství hradu v Karpatech — профессор Орфанчик
- 1983 — Праздник подснежников / Slavnosti sněženek — Франц
- 1983 — Три ветерана / Tři veteráni — Панкрац
- 1984 — Rozpuštěný a vypuštěný
- 1985 — Деревенька моя центральная / Vesničko má středisková — доктор Скружный
- 1986 — Смерть прекрасных косуль / Smrt krásných srnců — Просек
- 1987 — Пугало из чердачного окна / Strasidla z vikýre — дедушка
- 1989 — Конец старых времён / Konec starych casu — Якуб Лхота
- 1989 — Европа танцевала вальс / Evropa tančila valčík — император Франц-Иосиф I
- 1991 — Начальная школа / Obecná škola — директор школы
- 1991 — Опера нищих / Zebrácká opera — Локит
- 1992 — Спрут 6 / La piovra 6 — L’ultimo segreto — Стефан Литвак/лейтенант Кириу
- 1992 — Chobotnice